# トヨタ・カローラレビン
カローラレビン（COROLLA LEVIN）は、トヨタ自動車がかつて生産・販売していた小型クーペ型の乗用車である。スプリンタートレノとは車台と内外装のほとんどを共用する姉妹車である。
本項では便宜上、2014年から中国市場で販売されているセダン型乗用車のレビン（LEVIN、雷凌）についても記述する。

## 初代（カローラシリーズ通算2代目）TE27型（1972年 - 1974年）
無類のラリー好きであった久保地理介（後のトヨタ自動車副社長）が「セリカの2T-Gエンジンをカローラに積みたい」と言ったことから開発がスタートした 。
発売は1972年（昭和47年）3月。カローラレビンは、カローラクーペの「SL」や「SR」よりスポーティな「ホッテストモデル」として登場した。当時は「普通の」カローラにもクーペモデルが存在したため、ボディタイプでの区別ではなく、最高性能バージョンとしての位置づけであった。カローラクーペとは、FRP製オーバーフェンダー（生産時期によっては鋼板製のものもある）の有無で区別できる。エンジンは、上位車種ではあるが、成り立ちとしてはカローラからの派生車である、セリカ1600GTに搭載されていた2T-G型 1.6 L DOHCエンジンが移植された。さらに正確にいえば、有鉛ハイオクガソリン仕様の2T-G型（115 ps：グロス値）と無縁レギュラーガソリン仕様の2T-GR型 (110 ps) とが設定されていた。1973年（昭和48年）4月のマイナーチェンジの際に追加された「レビンJ」には、ツインキャブの2T-B型 1.6 L OHVエンジン（105 ps：グロス値）および、そのレギュラーガソリン仕様にあたる2T-BR型 1.6 L OHVエンジン（100 ps：グロス値）がそれぞれ搭載されていた。「J」は「ジュニア」の頭文字で、アルファロメオ・ジュリアなどにならったもの。スプリンタートレノにも同様のモデルが設定された。

## 2代目前期（カローラシリーズ通算3代目前期）TE37型（1974年 - 1975年）
| 2代目（TE37型） |  | 2代目（TE37型） |
| 2代目（TE37型） |  |                 |

1974年（昭和49年）4月、レビンとして初めてのフルモデルチェンジ。この時期、カローラレビンはTE37型、スプリンタートレノはTE47型を名乗ることになる。レビンはトレノとは異なり、2ドアハードトップボディが与えられ、外観的にはトレノとは全くの別物となった。車両重量が約50 kg増加し、TE27型のような強いスポーツ性は失われた。また、キャブレター仕様である2T-G / 2T-GR型エンジンが昭和50年排出ガス規制をクリアすることができず、やむなく生産中止が決定された。その年の11月にトレノとともに生産打ち切りとなり、足掛け8か月でわずか256台という短命・少数に終わった。販売台数が少ない特性上、いわゆる旧車としてレストアされている例はごく稀である。

## 2代目後期（カローラシリーズ通算3代目後期）TE51/TE55型（1977年 - 1979年）

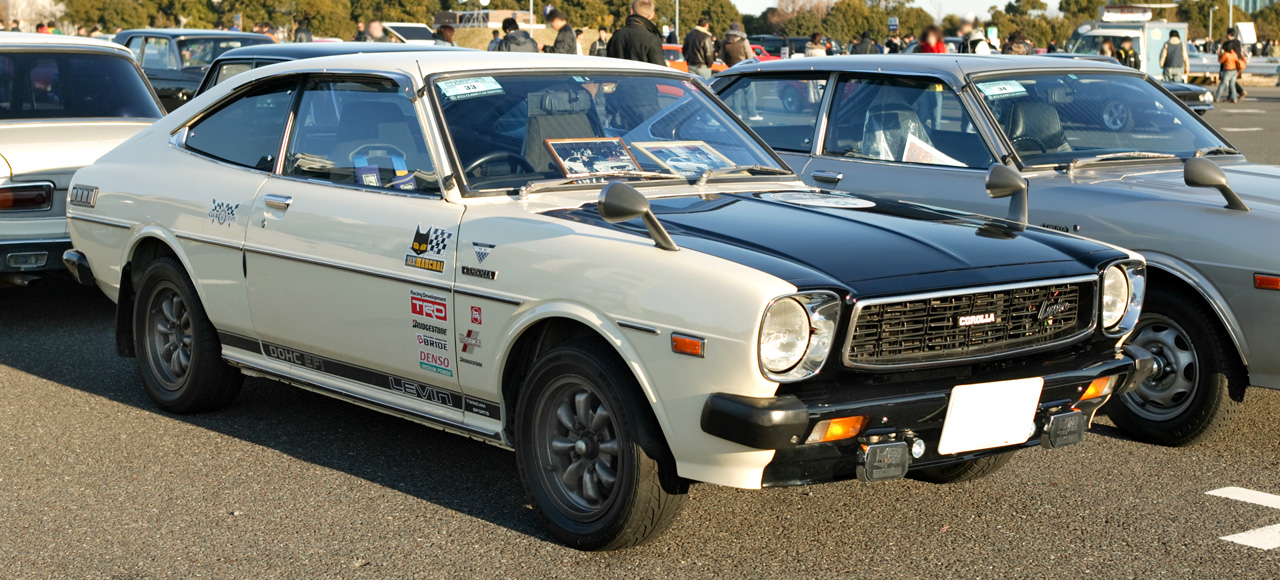
2代目（TE51型）

レビンのみフルモデルチェンジに相当するかたちで、1977年（昭和52年）1月にトレノと共に復活した。マイナーチェンジ時に、カローラにクーペシリーズが、スプリンターにはハードトップが追加されたこともあり、別ボディの採用を取り止め、スプリンター系のクーペボディに一本化することでコストダウンを行った。この新しいボディの前半には、カローラリフトバックの物が流用された。
排出ガス規制への対応は、キャブレター方式から電子制御燃料噴射（EFI）と酸化触媒の組み合わせで、2T-G型エンジンを昭和51年排出ガス規制に適合させることに成功し、同エンジンの生産が再度可能になった。この適合で型式も変わり、レビンはTE51型、スプリンタートレノはTE61型となった。追加モデルの「カローラリフトバック」と共通ボディでもある。1978年（昭和53年）4月、三元触媒とO2センサーにより、昭和53年排出ガス規制をクリア。この時期より型式がレビンはTE55型に、スプリンタートレノはTE65型に変更された。型式の変更は排出ガス値の違いによるもので、外観上の違いはほとんどない。

## 3代目（カローラシリーズ通算4代目）TE71型（1979年 - 1983年）

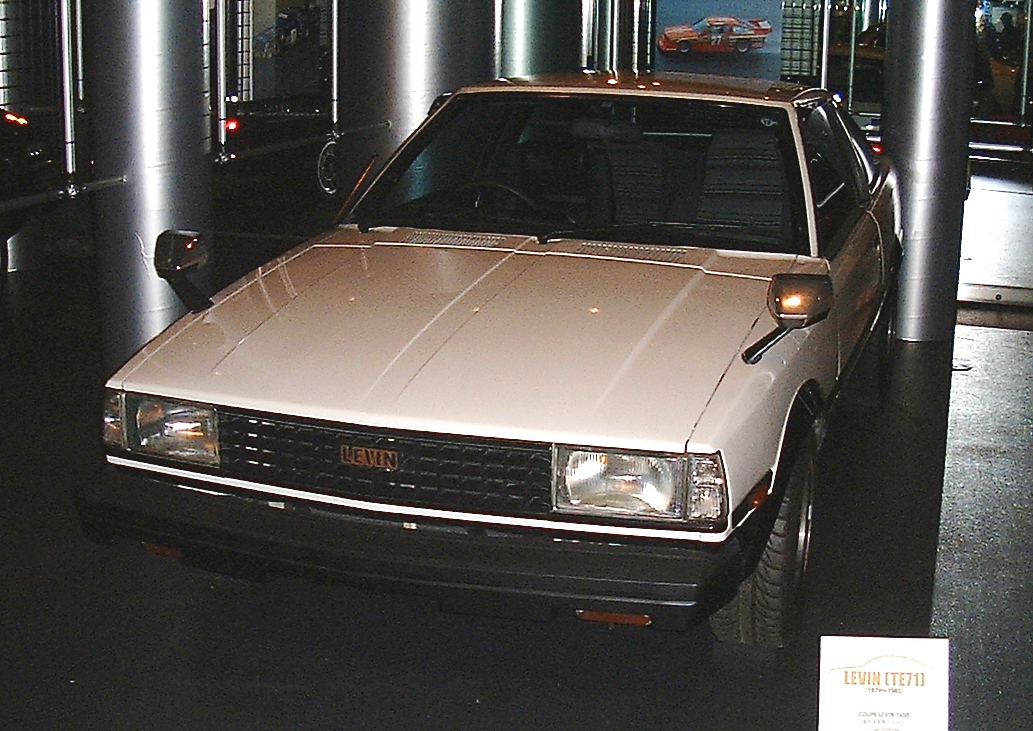
3代目（TE71型）

1979年（昭和54年）3月にフルモデルチェンジ。2T-GEU型エンジンが搭載されたカローラのボディは、ノッチバックの2ドアハードトップ、2種類の3ドアハッチバック（クーペとリフトバック）及び4ドアセダンの4タイプ。これらの2T-GEU型搭載モデルの内、「レビン」の名が冠されたのはクーペのみで、4ドアセダン、2ドアハードトップ、リフトバックは、単に「GT」と名付けられた。1981年（昭和56年）8月のマイナーチェンジで通称後期型となる。燃焼室が多球孔式に改められ、スーパーハードサスペンションとLSDを装着、スチールバンパーやその他装備の見直しで車重を軽くしたモータースポーツベース車両の「レビンS」と、脱着式サンルーフ、ミシュラン製タイヤを装備した最上級グレードの「レビンAPEX」が追加されている。

## 4代目（カローラシリーズ通算5代目）AE85/AE86型（1983年 - 1987年）

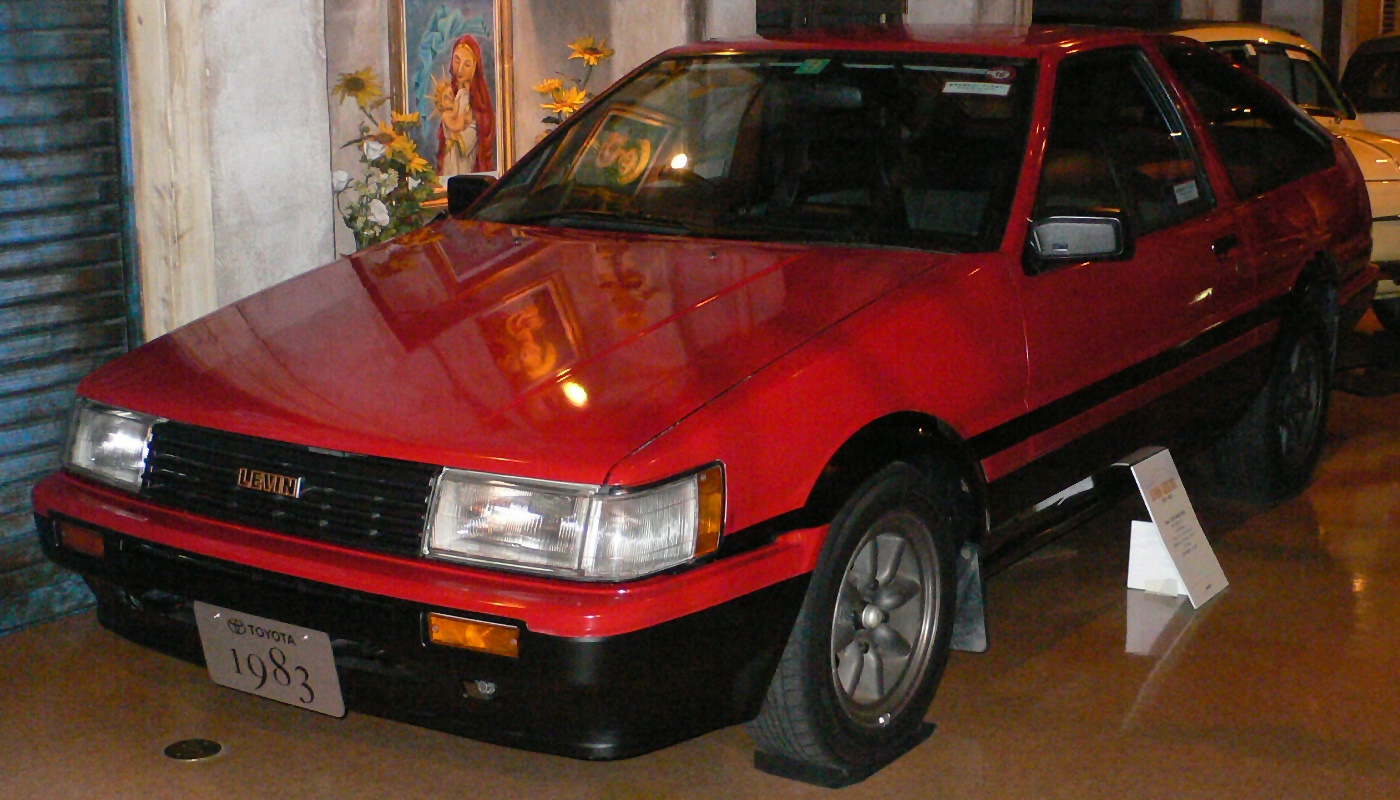
前期型 3ドア

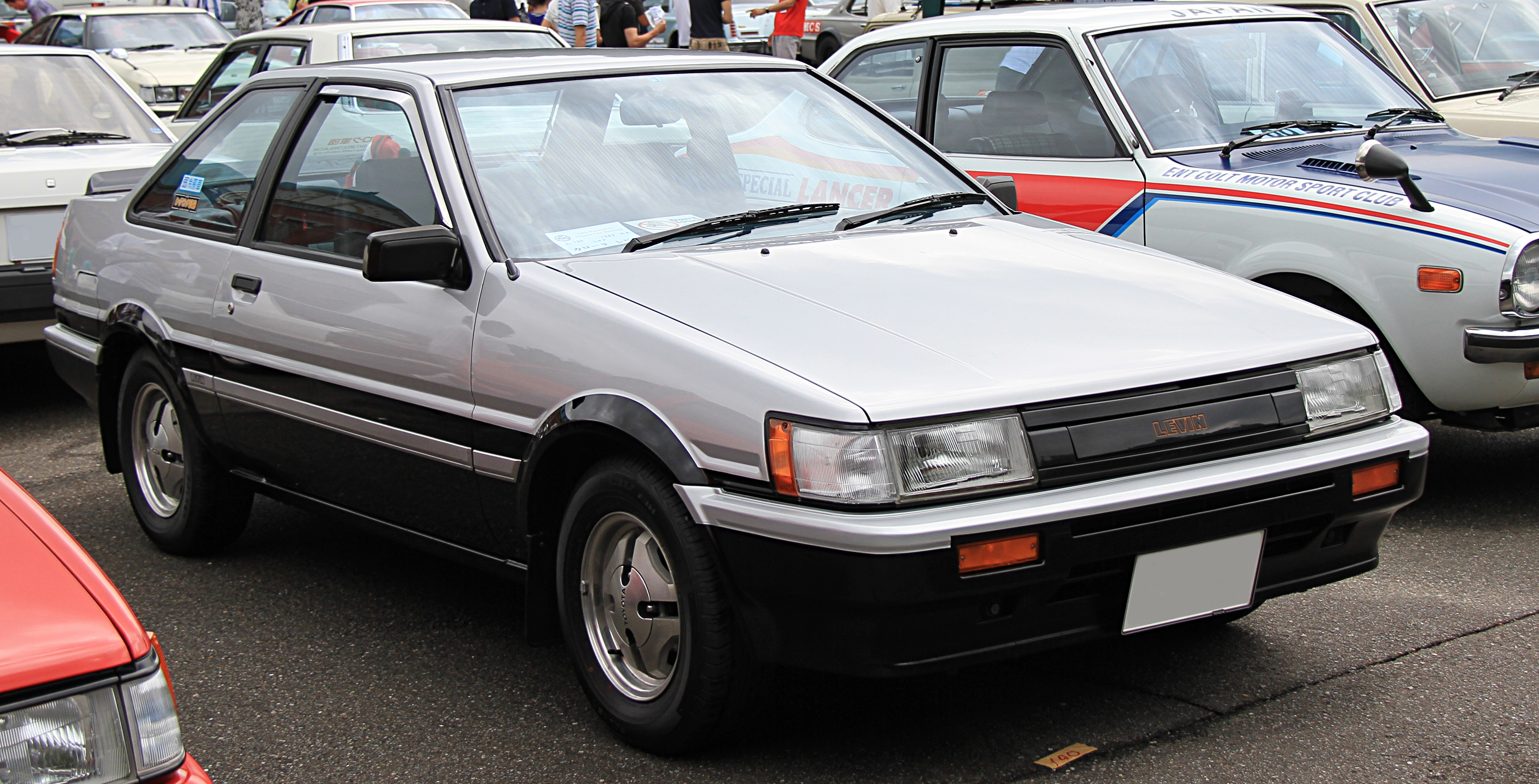
前期型 2ドア

1983年（昭和58年）5月、フルモデルチェンジ。E80系カローラおよびスプリンターのセダン、ハッチバックはこの時代にFFレイアウトに移行したが、カローラ・スプリンターの全シリーズをFFに移行するリスクを考慮し、カローラレビン・スプリンタートレノ（及びワゴン・バン）の車台は先代TE71型のものを流用し、FRのままとなっている。ボディタイプは2ドアクーペと3ドアクーペ（リフトバック）の2種。設計と生産は関東自動車工業が行った。また、このモデルから搭載エンジンに関係なく、全ての2ドアクーペと3ドアクーペの車名が「カローラレビン」に統一された。
AE86型
カローラレビンとして最後のFRであり、「ハチロク」の愛称で親しまれている。このモデルから2T-GEU型に替わり、4A-GEU型（レーザーα 4Aツインカム16）1.6L DOHC16バルブエンジンが搭載された。4A-GEU型は3A-U型 1.5L SOHCエンジンをベースに4バルブDOHC化したもので、130 ps（グロス値、ネット値110.5 ps相当）であった。上級グレードのGT APEXにはレビン初のパワーステアリングやパワーウインドウ、ECT-S 4速AT（1985年～、GTVを除く）仕様も追加された。
1983年（昭和58年）5月発売型（通称、前期型または1型）と1984年（昭和59年）2月の一部改良型（中期型または2型）のGT APEXには冷却水温によってフロントグリルが自動開閉する「エアロダイナミックグリル」が採用された。これはラジエーターロアホースから専用ホースを分岐させ、サーモワックスの膨張をリンクに伝えてフロントグリルのフラップを開閉するもので、切り替わる温度は約80℃であった。当時のカタログによると、空力特性の改善を目的としたものと説明されているが、コスト管理が厳しいカローラシリーズにあって、稀なギミックである。レンチ/スパナなどの工具が必要であったが、故障時に備えてフラップを開位置で固定することもでき、中期型ではより簡単なレバー操作に改良され、工具が不要になった。

1985年（昭和60年）5月のマイナーチェンジでGT APEX（後期型または3型）の開閉式グリルは廃止され、フロントグリル全体がブラックスモークのトランスルーセントガーニッシュで覆われ、ヘッドランプに隣接するフォグランプが内蔵された。
北米では、COROLLA SPORT （カローラスポーツ、グレードはSR5とGT−Sの2種）として販売されていたが、ヘッドライトがスプリンタートレノに似たリトラクタブルヘッドライトだった。また、AE86型には北米仕様のみ4A-C型 1.6L SOHC8バルブエンジンを搭載した廉価モデルも存在していた。ツーリングカーレースでも活躍し、スポーツランドSUGOでのグループA車両による全日本ツーリングカー選手権（JTC）のデビュー戦で優勝している。
AE85型
AE86型の廉価版モデルで、通称は「ハチゴー」。AE70型よりキャリーオーバーした常用域の実用性に優れる3A-U型 1,500 cc SOHCエンジンを搭載したモデル群であり、女性ドライバー向けグレードも設定された。
ボディタイプは3ドアクーペが「SR」、2ドアクーペは「SE・ライム・GL」のグレードがあり、全てのグレードでATが選択出来た。また、マイナーチェンジ後の「SR」は、スポーツパッケージを選択することでツートーンカラーやスポイラーをオプション装着することができた。
AE86型と異なり、激しいスポーツ走行に使用された個体が少なかったことから、車両全体の状態がよい車両が多く、4A-GEU型へのエンジン換装などでAE86型相当の性能を持たせた、いわゆるAE85改86のベース車としても利用されることがある。

## 5代目（カローラシリーズ通算6代目）AE91/AE92型（1987年-1991年）
1987年（昭和62年）5月、フルモデルチェンジ。このモデルからFF化され、ボディタイプも3ドアクーペを廃止し、2ドアに1本化された。当時ヒットしていた同社のソアラ（2代目）のデザインテイストを取り入れたため「ミニソアラ」とも称された。ソアラは高くて買えないが、レビンなら買えるという若者たちの間で大ヒットとなり、折からのバブル景気の影響そして、S13シルビアやBA4/5プレリュードなどと共に「デートカー」として、歴代モデル中最も販売台数の多いモデルとなった。
FF化も販売面では功を奏し、レビンとしては未曾有の販売台数を記録した。しかし、台数の多さゆえに早期から値崩れを起こし、さらに1990年代後半になるとZ20系ソアラ、A70系スープラの中古車市場での値安化も追い討ちを掛け、下取りに入った車両は同型のカローラセダンおよびカローラFX同様、多くの個体が並行輸出またはそのまま廃車解体されることとなった。そのため「最後のFR」であるAE86の人気・個体数と比べ、残存する個体は少ない。
1989年（平成元年）5月マイナーチェンジが行われ、内外装の一部変更、1500 ccグレードのZiをZSに改称、パワーウインドウスイッチの改良、GT APEXとZSにパワーウィンドウが標準となり、その他の全グレードにオプション設定された。リヤスポイラーはハイマウントストップランプ内蔵となり、GTVとＬがカタログ落ちとなった。
AE92型
通称「キューニー」。登場時の4A-GE型は120 ps（ネット値）。1989年（平成元年）5月のマイナーチェンジで大幅に改良が加えられ、ハイオクガソリン指定となり、同エンジンは140 psとなった。GT APEXには、クラス初となる電子制御サスペンションTEMSが前期後期共に標準装備だった。また、このモデルからスーパーチャージャーを装備した4A-GZE型エンジン搭載の「GT-Z」が登場。4A-GZE型は前期型で145 ps、ハイオクガソリン指定の後期型は165psを発生した。これは、当時のB16Aの160 psを上回る数値で、1.6 Lクラスの最高出力を誇っていた。
AE91型
量販グレードであるAE91型には5A-F型（キャブレター仕様）1.5 L ハイメカツインカム（ギア駆動による狭角DOHC）85 psエンジンが搭載された。EFI装着の5A-FE型は94 ps。後期型に追加された5A-FHE型は105 psまで高められた。

## 6代目（カローラシリーズ通算7代目）AE100/AE101型（1991年-1995年）

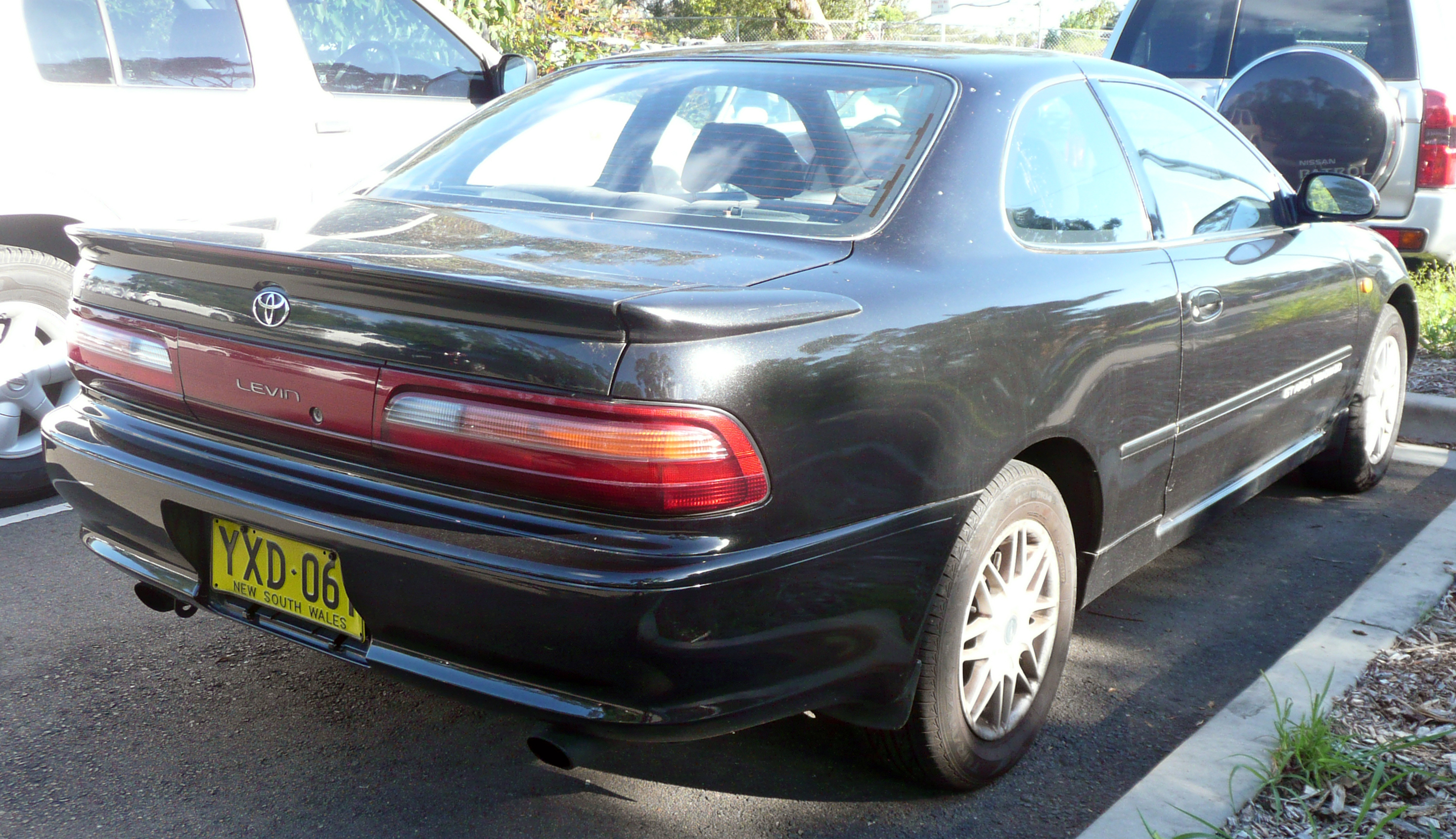
1993–1995 Toyota Corolla Levin (AE101) GT Apex

1991年6月、フルモデルチェンジ。通称「トイチ」もしくは「ひゃくいち」。イメージキャラクターにはF1ドライバーの片山右京が起用され、「右京、レビンす」のキャッチコピーで片山がレビンを美祢サーキットで走らせるCMが放送された。バブル期に開発されたモデルゆえにボディは大きく重くなり、コンパクトスポーツモデルとしての魅力を削ぐ結果となった。内装はスラッシュ成型を用いた高品質なダッシュボードなど、高級車を凌ぐレベルの質感を誇った。4A-GE型エンジンはVVT（非連続可変バルブタイミング機構でVVT-iの前身にあたる）を吸気側カムシャフトに装備し、1気筒あたり5バルブとし20バルブ化された。また、このクラスの市販車では珍しく、純正で4連スロットルを装備し、出力は160ps/7,400rpmとなった。ただし、スーパーチャージャー付きの4A-GZE型(170ps/6,400rpm)は、これまで通り16バルブのままだが細部の見直しを行っている。GT-Zは電動格納ミラーが装備されない以外はGT-APEXと同等の装備であった。先代のZSに相当するグレードがSJとして設定された。エンジンは4A-FE型である。
スーパーストラットサスペンションがGT APEX（オプション）、GT-Z（標準装備）に設定された。なお、GT-ZにはビスカスLSDが標準装備されている。合わせて、195/55-15タイヤ＆アルミ、モモステアリングが装着された。
またスーパーストラットサスペンションを装備していないGT APEXには、電子制御サスペンションのTEMS（上下G感応式）がオプション設定された(前期のみ)。
廉価グレードのSに搭載された5A-FE型は105ps/6,000rpmに達する。
1993年5月にマイナーチェンジが行われ、フロントバンパー、フロントグリル、テールライトのデザイン、リヤスポイラーの形状が変更された。リアワイパーのオプション化など、コスト削減が進められた。

## 7代目（カローラシリーズ通算8代目）AE110/AE111型（1995年 - 2000年）
1995年6月、フルモデルチェンジ。呼称は「ピンゾロ」「ゾロメ」「イチイチイチ」「ひゃくじゅういち」「ワンイレブン」。スポーツグレードには通称「黒ヘッド」と呼ばれる4A-GE型エンジンを搭載する。エンジン制御方式はエアフローメーターを使用するLジェトロからAE92型以来のDジェトロ方式に戻り、4連スロットル径の拡大、燃焼室の形状の変更などの改良により、出力は165psに向上した。プラットフォームは変更されず、スーパーストラットサスペンションも先代より引き継がれたが、ボディは前モデルに比べ最大70kg軽量化され、走りのパフォーマンスは向上した。しかし、バブル崩壊後の時期に設計された影響からか、初期モデルでは前モデルより車内の内装が見劣りすることが不評で、後期モデルでは内装が主に改良された。
このモデルからスーパーチャージャー付のグレードは廃止され、グレード構成もそれまでのGT系に代わり、新たにBZ系と呼ばれるようになった。これまでのGT APEXに代わる、装備を充実したグレードはBZ-Gとなり、装備を抑え走行性能を重視したグレードはBZ-Vとなる。スーパーストラットサスペンションはBZ-Vに標準、BZ-Gにオプションとなっている。スーパーストラットサスペンションを装備するMT車には、195/55R15タイヤと大径ブレーキ、日本のFF車では初となるヘリカルLSDが標準装備となる。このほか、ハイメカツインカムを搭載するベーシックグレードでは、4A-FE型1.6Lエンジンを搭載するモデルはXZ、5A-FE型1.5Lエンジンを搭載するモデルはFZ（型式名はAE110）となった。

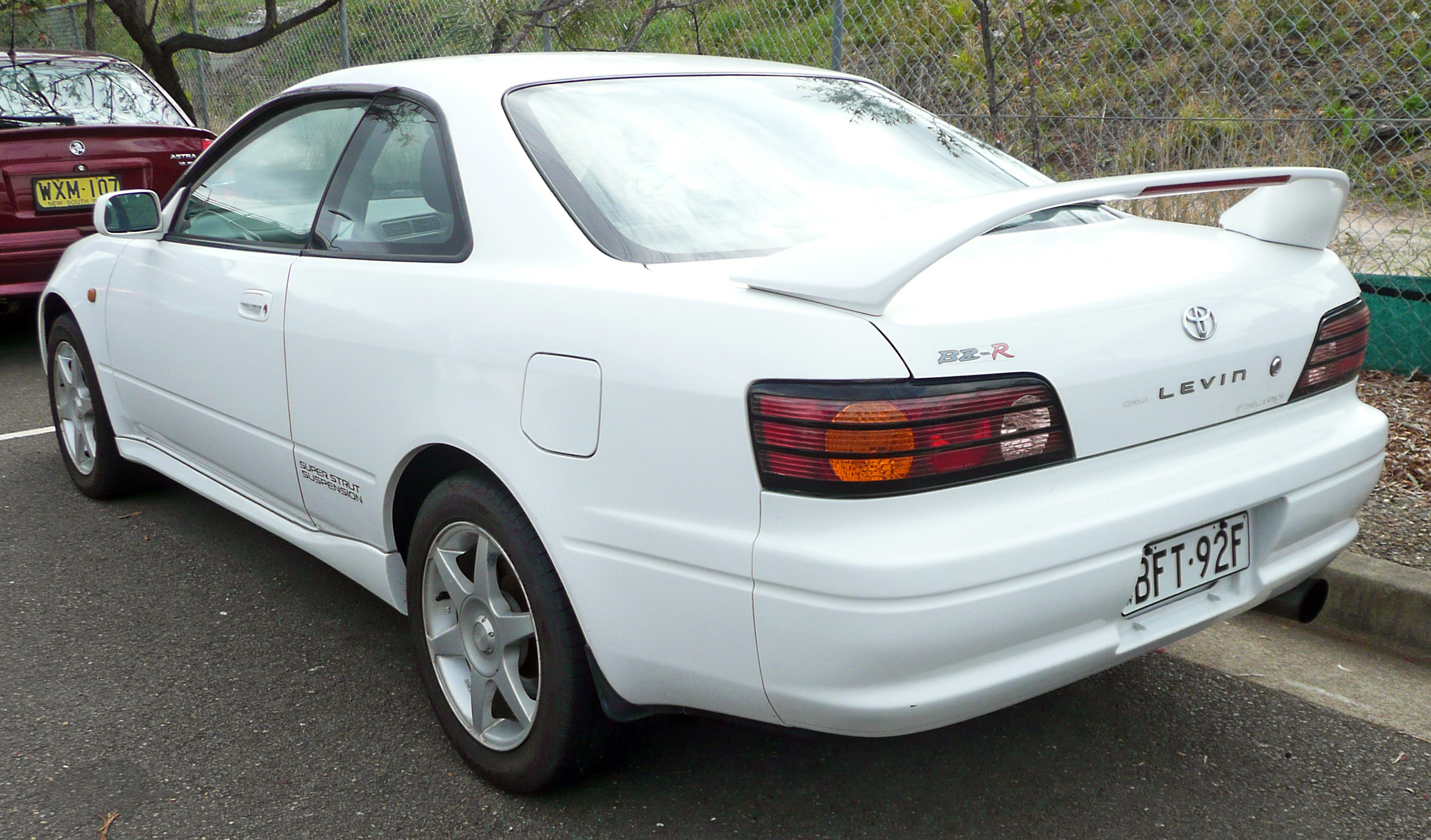
後期型BZ-R

1995年12月、FZをベースとした特別仕様車FZリミテッドが設定された。運転席エアバッグ、専用ステアリングホイール、ストップランプ付リヤスポイラー、UVカットドアガラスが特別装備され、専用ボディカラーであるライトマリンブルーマイカメタリックが設定された。
1996年5月、一部改良が行われた。全車にこれまでメーカーオプションだった運転席エアバッグ・ABSが標準装備された。
1996年12月、FZとXZをベースとした特別仕様車FZリミテッド・XZリミテッドを設定。助手席エアバッグ、ストップランプ付リヤスポイラー、電動格納式リモコンカラードドアミラー、ワイヤレスドアロックリモートコントロールが特別装備された。
1997年4月のマイナーチェンジでは、BZ系に自社開発6速MTが採用され、衝突安全ボディ「GOA」の採用によりボディー剛性が向上し、重量はやや重くなった。また、グレード名称が一部変更され、BZ-Gにスーパーストラットサスペンションが装着されたものがBZ-R、それまでのBZ-Vは「BZ-R V仕様」と改称された。
1998年4月 一部改良が行われた。BZ-Rにプライバシーガラスが標準装備（V仕様には設定なし）となり、全車に助手席シートベルト締め忘れ警告灯が標準装備となった。また、ボディーカラーが一部変更された。
その後、折からのクーペを含むスペシャルティカーの販売不振のため、2000年8月でカローラシリーズ（セダン・ワゴン）の9代目（E120型系）へのモデルチェンジを機に、姉妹車のトレノを含むスプリンターシリーズ（ワゴン、バン除く）とともに販売終了となり、モデル消滅となった。これによりレビン・トレノは国内では28年の歴史に終止符を打った。車種体系が整理・統合され、結果的に7代目セリカ（T230型系）が販売上（事実上）の代替車種となった。

## 中国市場専売「レビン」

### 初代（シリーズ通算8代目） E18#型（2014年 - 2022年）

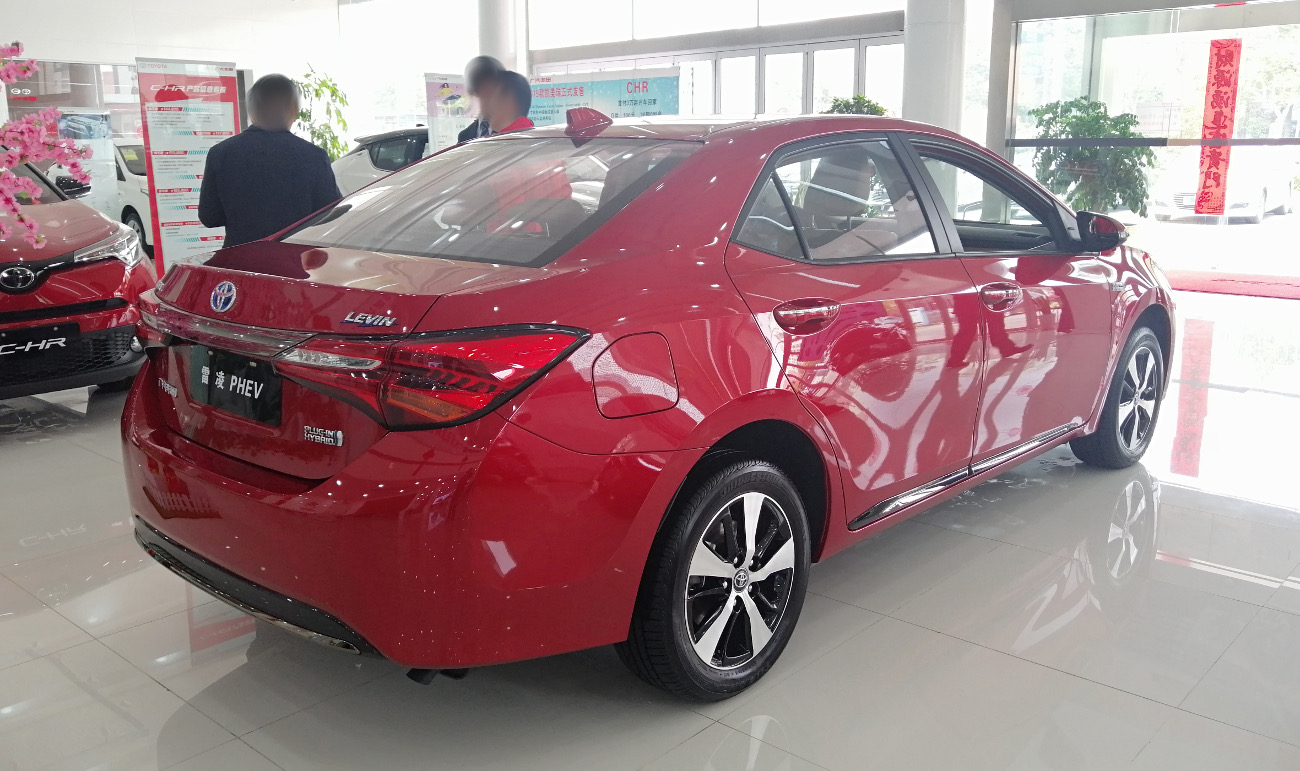
プラグインハイブリッド（リア）

2014年4月20日、天津一汽トヨタ自動車の「カローラ」とともに広汽トヨタ自動車が、北京モーターショーで発表。レビンの車名が14年ぶりに復活した。
2016年11月、広州モーターショーで、「ターボ」を初公開。

### 2代目（シリーズ通算9代目） E21#/EA1#型（2018年 - ）
2018年11月16日、広汽トヨタ自動車が、広州モーターショーで世界初公開。TNGA-Cプラットフォームを採用。
2020年11月、ホイールベースを50mm延長させたロングボディモデルが登場。このロングボディモデルに限り、新開発の直列4気筒・DOHC16バルブのM20A-FKS型ダイナミックフォースエンジンが搭載される。
2021年11月、ガソリン車のみ仕様変更。ガソリン車用のエンジンがこれまでの2ZR-FAE型、および8NR-FTS型に代わり、全車が直列3気筒・DOHC12バルブのM15A-FKS型ダイナミックフォースエンジンに差し替えとなった。
2022年12月、広州モーターショーで第5世代THSを搭載したマイナーチェンジ版を発表。

2023年3月23日、中国でマイナーチェンジ。

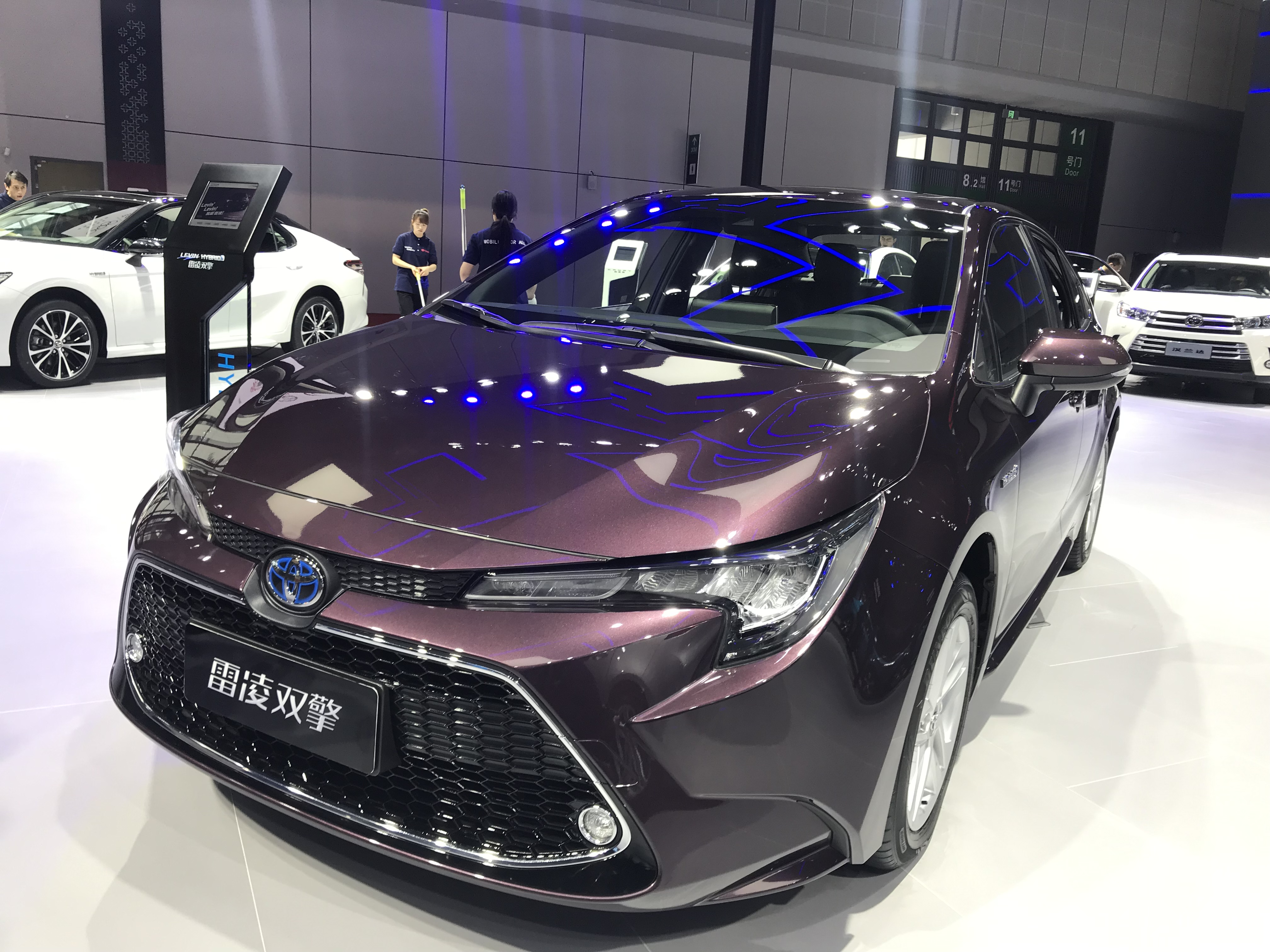
ハイブリッド（フロント）
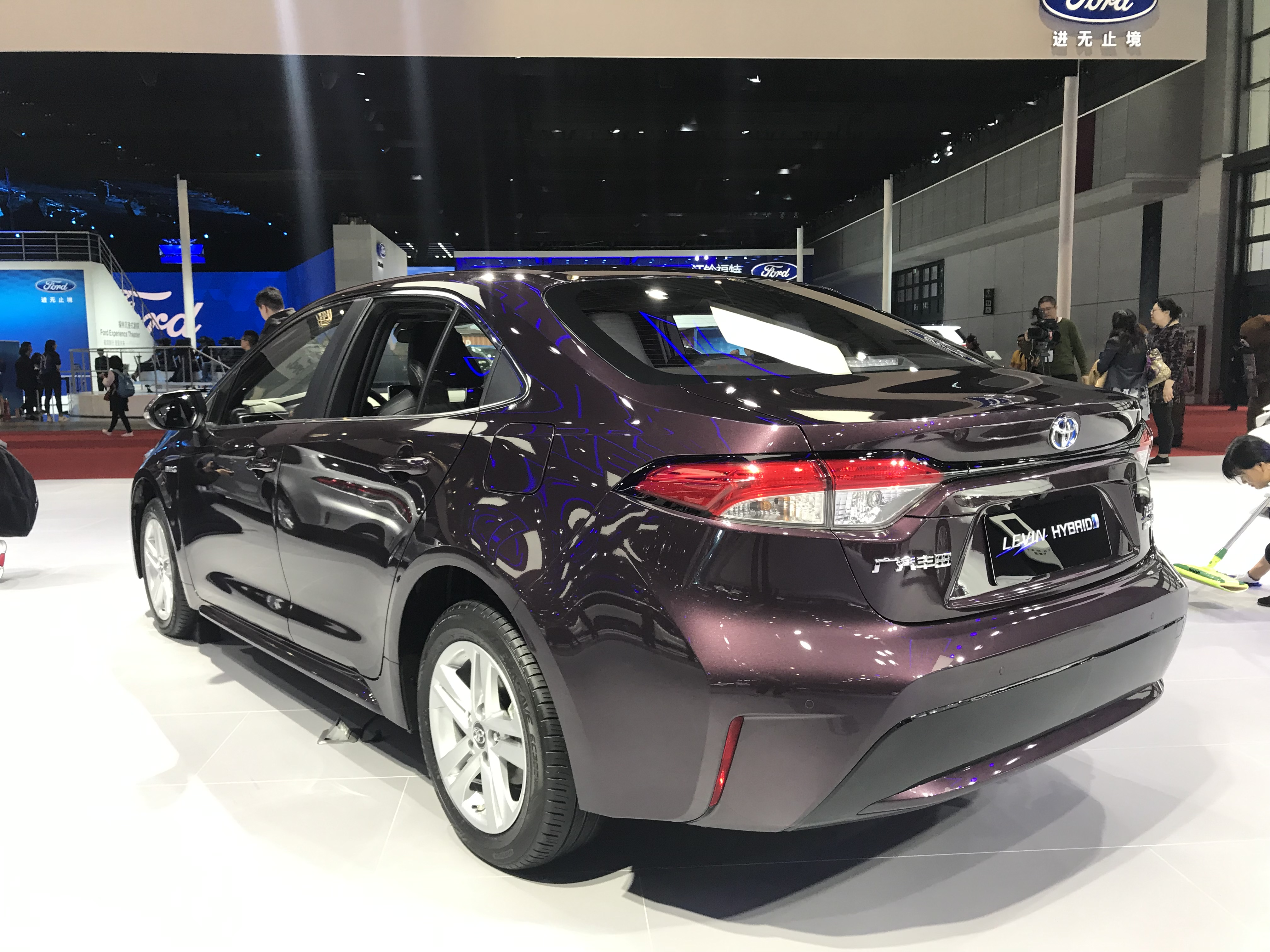
ハイブリッド（リア）
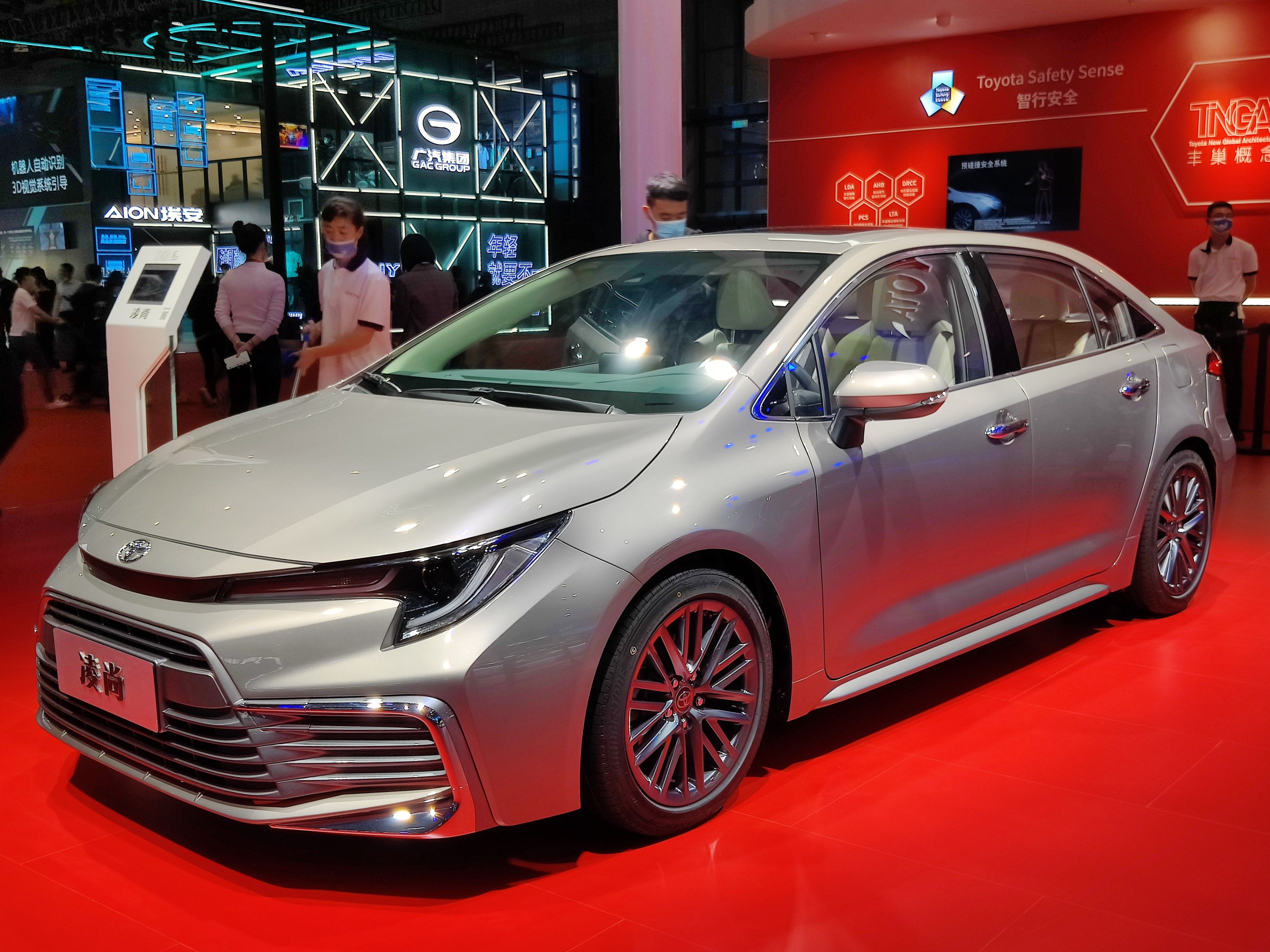
GT（フロント）
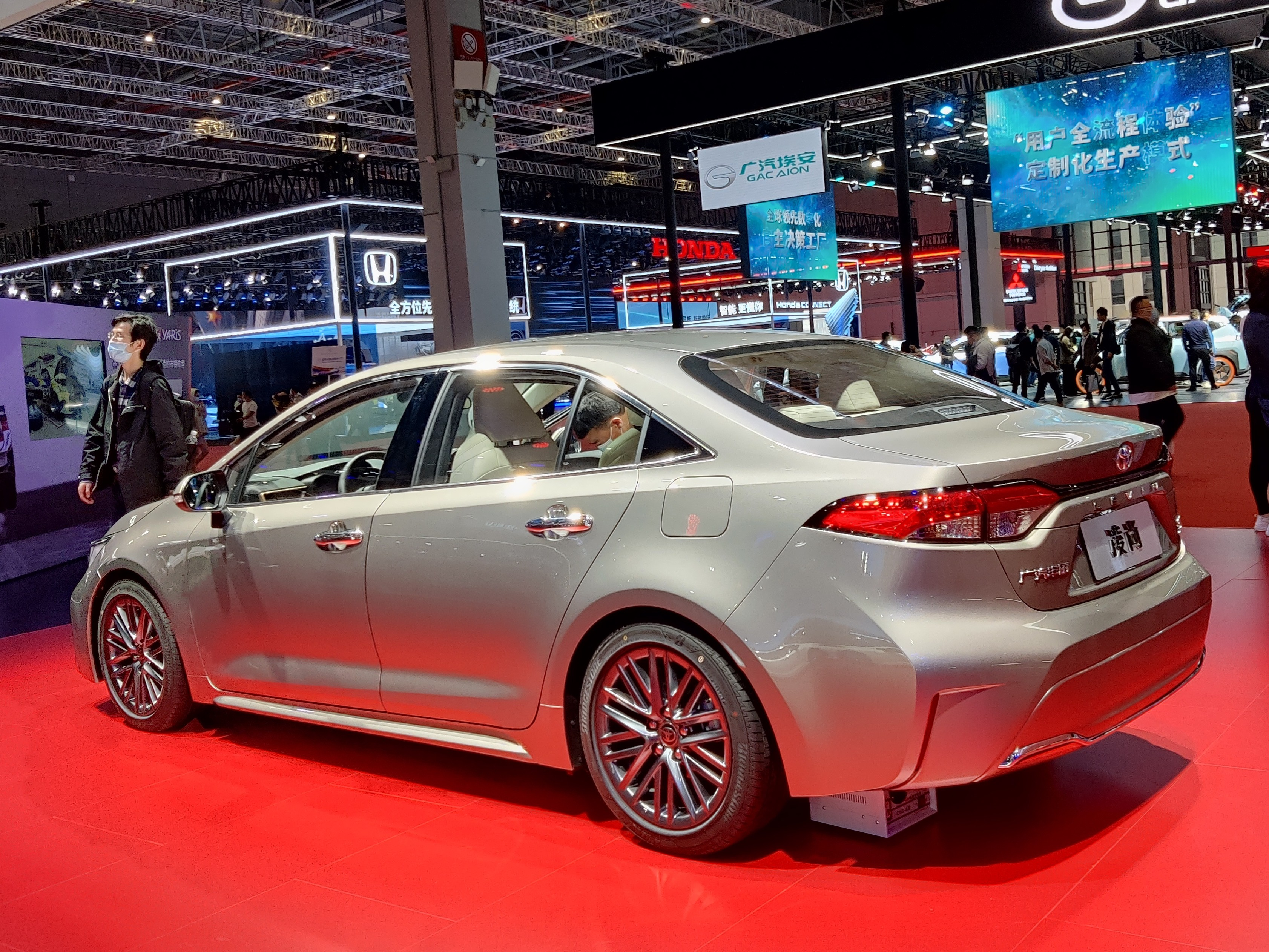
GT（リア）

## 日本国外での名称
- 北米ではCOROLLA SPORT （カローラスポーツ、グレードはSR5とGT-Sの2種）の名称で販売されていたが、AE86・AE92は当時の北米の保安基準の関係でスプリンタートレノに似たデザインのリトラクタブルヘッドランプを使用していた。似たような例は日産・240SX（S13型）でも見られる。[注釈 4]
- オーストラリア、ニュージーランドでは、2015年までカローラハッチバックE18#系（日本名:カローラランクス及びアレックス→オーリス）のスポーティモデルに「レビン」がグレード名として設定されていた。また2006年まではカローラワゴン(ZZE122R)のスポーティーモデルにも設定されていた。
- 中国では11代目、および12代目の各カローラセダン（前者はE170L型、後者はE210L型）の広汽トヨタ仕様車の姉妹車種（トヨタ・レビン名義）として存在している。尤も、2代目モデル（NRE210L・ZWE211L）は後に日本市場に投入され、日本国内の道路・交通環境に最適化され更にナローボディ化された12代目カローラセダン（NRE210・ZWE211・ZRE212・ZWE214）にほぼ準拠したエクステリアの意匠が用いられている。

## モータースポーツ

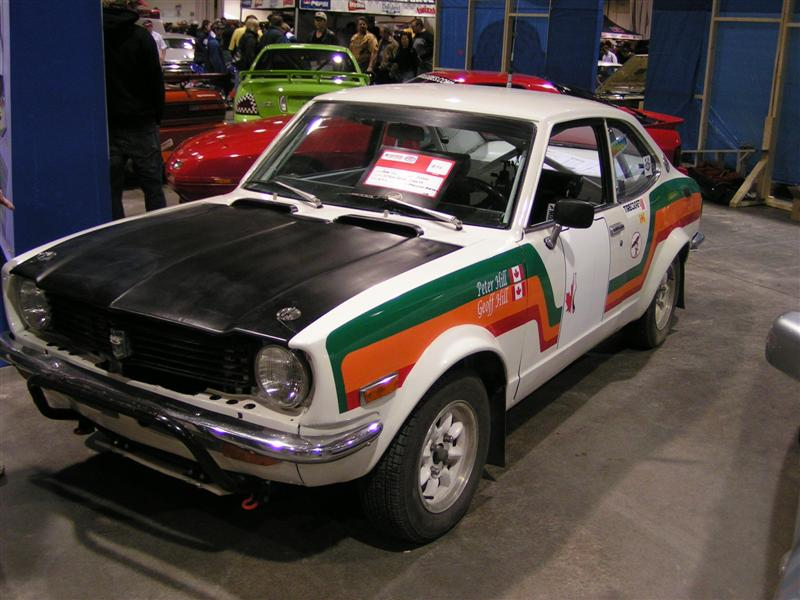
1973年カナダのTE27型ラリーカー

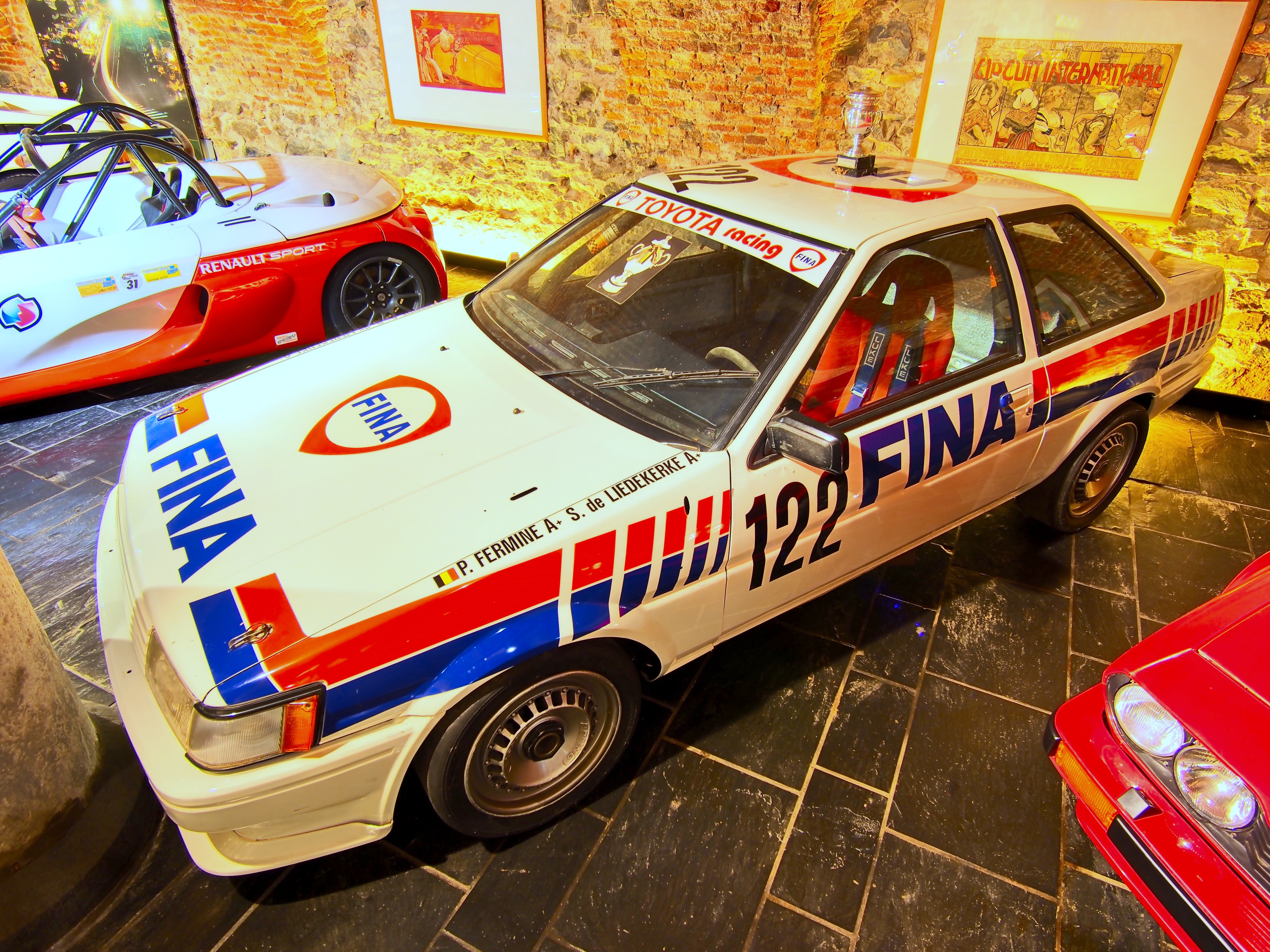
1985年のAE86型のETCCマシン

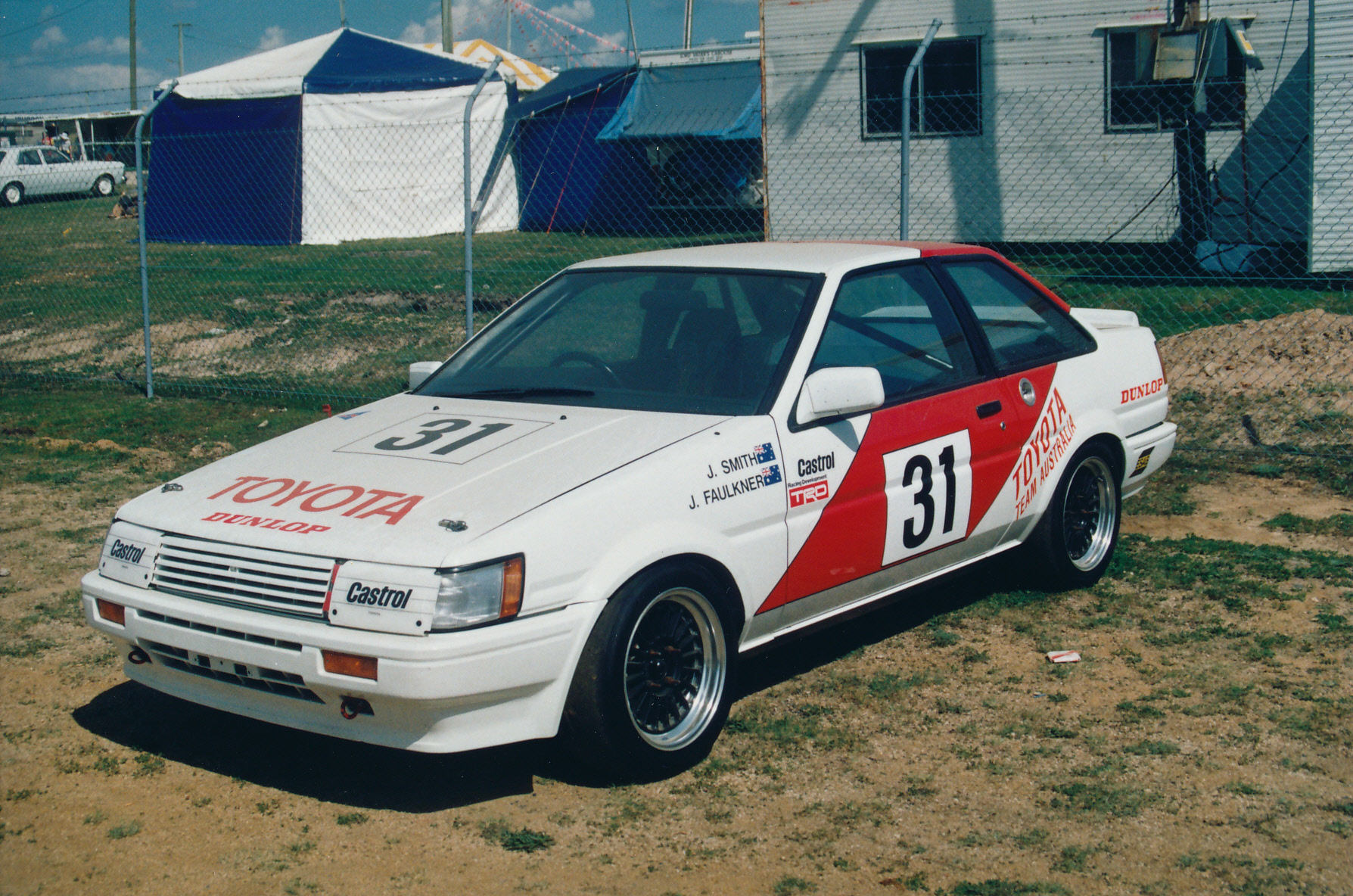
1991年オーストラリアラリー選手権のAE86型ラリーカー

初代のTE27型が登場すると、セダン型のカローラを使用していたモータースポーツ参加者はレビンへ移行し、ツーリングカーレースでも上位を占める程の活躍をした。特に世界ラリー選手権（WRC）ではトヨタがワークス支援するアンダーソン・モータースポーツ（現TMG）がそれまでのセリカに代わって採用。1975年の1000湖ラリー（現在のラリー・フィンランド）でハンヌ・ミッコラのドライビングによりトヨタワークス初のWRC総合優勝を飾った。また日本国内ラリーでも活躍し、エントラントのほとんどがTE27型レビンで占められることもあった。なお1973年のアメリカでトヨタ車優勝を飾ったウォルター・ボイスのカローラは、レビンではなくカローラクーペ1600SRである。
TE37型は大きく重くなったボディが不評で、引き続きTE27型を使用するユーザーも数多く、ラリー・サーキットともに目立った戦績は残していない。またTE71型にモデルチェンジしてからはラリーに使われることは少なくなり、ボディ剛性に優れるセダンGTや2ドアハードトップのGTがよく使用されていたが、サーキットでは空力的に優れていたためツーリングカーレースに参加し、好成績を収めていた。また、TE71型では18R-G型エンジンのターボ仕様を載せたスーパーシルエット（グループ5）仕様がトムスの手によって製作され参加していたが、ハンドリングに優れるも、パワーでは日産スーパーシルエット軍団の前には歯が立たない状態だったが、バランスに優れた車体を生かして好成績を残している。
AE86型においては、開発当初からモータースポーツ参加を念頭に置いて開発されたと言う経緯がある上に、TE71型からのキャリーオーバー部品が多数存在していたため、発売後に数週間でラリーへ実戦参加する車両があるなど、積極的な競技参加が目立った。またN1規定で行われるカローラ/スプリンター・ノーマルカップ（C/SNC）やN2規定で行われるカローラ/スプリンター・グランドカップ（C/SGC）などのワンメイクレースが開催されるようになったのもこの代からで、以降も続けられるが、C/SGCは車両製作費が高騰したため1985年迄の2年だけで終了した。またAE86型は欧州でも人気を集め、ETCC（ヨーロッパツーリングカー選手権）にも多数が参戦し、1983年のスパ・フランコルシャン24時間レースではクラス優勝を挙げている。1986年、1987年にはイギリスツーリングカー選手権（BTCC）のドライバーズチャンピオンにも輝いた。
グループA車両によるヨーロッパツーリングカー選手権（ETC）にも当初から参戦しており、日本で1985年から開催されたJTCの初戦で優勝を飾ることができたのも、ETCに参加していたことにより車両製作のノウハウが生かされたからである。各国内サーキットで開催されるアマチュアレースでも幅広く愛用されてきた。ホモロゲーションは1996年に切れているが、2010年代に突入した現在でも、OKAYAMAチャレンジカップや富士チャンピオンレース等で多数が活躍している等、長く愛されている稀有なモデルである。
FF化されたAE92型にモデルチェンジしてからは、JTCでシビック勢との争いが激化し、毎レースごとに互角の戦いを繰り広げていたものの、シビックがマイナーチェンジでVTECエンジンを搭載してからはパワーの面で大きく水をあけられ、苦戦が続いた。AE92型で追加されたスーパーチャージャー仕様はレギュレーションにより一つ上のクラスに編入されるため逆に不利になり、レースでは使用されなかったが、国内ラリーでは軽量かつハイパワーな面が注目され、長く使用された。
AE101型にモデルチェンジされると、4A-GE型エンジンが20バルブ仕様に進化し、パワーではVTECと渡り合えたものの、今度はタイヤに泣かされることになる。またレース仕様車にもスーパーストラットサスペンションを採用したことにより、足回りの熟成にも手間取ることとなってしまった。結局、JTCでは終盤、シビック優勢のままシリーズが終了してしまい、いま一つな結果で終わった。その後、全日本GT選手権（JGTC）2000年シリーズ第4戦に、3S-GTE型エンジンを搭載した車両が参戦した。
AE111型では、日本国内ラリーにおいて全日本からアマチュアレベルまで幅広く使用されてきたが、近年は出場クラスの排気量制限が上方に引き上げられたために、1.6Lクラスではパワー的に若干不利な点は否めない。レースではN1耐久（現 スーパー耐久）への参加が目立った程度で、C/SNCもAE111型デビューから2年ほどで終了してしまった。不景気による競技人口の減少と、スポーツカー離れが顕著になってきた時勢もあり、最後は寂しい幕引きとなった。
レビンの名称がカローラの姉妹車として残っている中国では、2019年からE210L型のレビンがCTCC（中国ツーリングカー選手権）に参戦している。

## 車名の由来
カローラ（Corolla）とは、ラテン語で「花の冠」という意味を持つ。
レビン（Levin）とは、英語で稲妻や電光の意味（ただし古語であり、一般的なのは『lightning』）。これは元々豊田英二が「英語ばかりじゃ面白くない」と『鷹』と『鷲』を考えてきたが、商標などの問題で没になった結果、代わりに登場したものであった。